# Laboratorierock

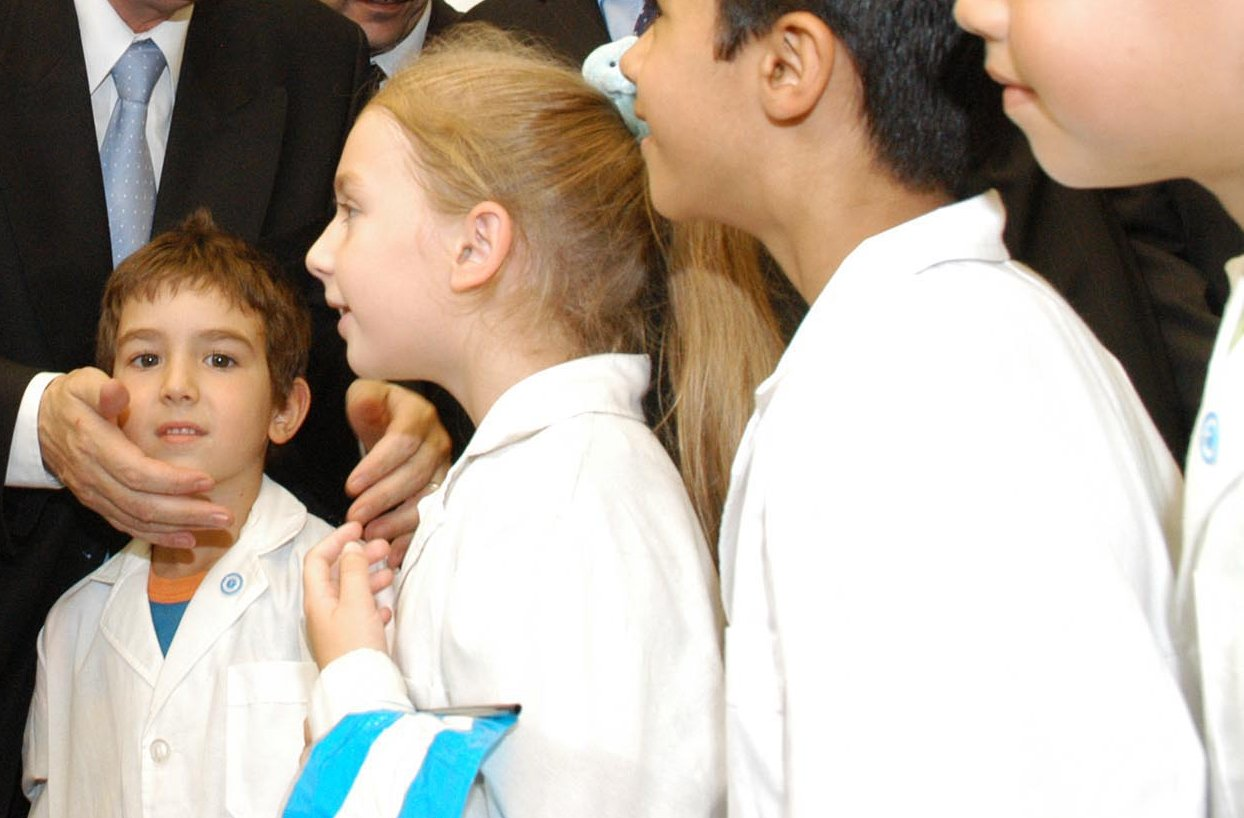
I Argentina är labbrocken skoluniform.

Laboratorierock (informellt Labbrock) är ett knälångt klädplagg som används för att skydda hud och kläder. De används, som namnet antyder, i laboratorier. Materialet varierar med arbetsplatsens krav; de som arbetar med elektronik kan ha labbrockar med antistatiska egenskaper.
I biologiska laboratorier används rockar för att hindra mikroorganismer från att komma in i, eller ut från, laboratoriet.